# Ifisdeas
Ifisdeas (en grec: Υφισταίας) és un cap amazic segle VI, aliat de les tropes romanes d'Orient durant les guerres romano-amazigues a l'Àfrica. És el pare de Bitipten. Entre els anys 546/547-548, va ser el líder d'una tribu amazic i, per la seva lleialtat al poder imperial, va rebre el títol de Praefectus gentis.
A l'hivern del 546/547, va participar a la campanya del governador imperial Joan Troglita i a la batalla de Sufètula, que va resultar en la derrota del líder rebel Antales. A finals del 547/principis del 548 es va barallar amb un altre aliat amazic dels romans, Cutzines, però es va reconciliar amb ell a través d'un emissari anomenat Joan. Joan Troglita es va unir als seus exèrcits durant la campanya de primavera del 548, durant la qual Ifisdeas va ajudar a reprimir un motí militar imperial i va participar a la decisiva Batalla dels Camps de Cató  .